# Cuộc phiêu lưu ở xứ sở rồng
Cuộc phiêu lưu ở xứ sở rồng (tên tiếng Anh: Dragon Tales) là một bộ phim hoạt hình của Mỹ dành cho trẻ em được sản xuất vào ngày 6 tháng 9 năm 1999. Bộ phim này có các nhân vật như: hai chị em Max và Emmy cùng những người bạn rồng như: Cassie, Ord, Zak và Wheezie.
Bộ phim này kể về cuộc phiêu lưu của Emmy và Max đi đến xứ sở rồng chỉ bằng một chiếc vảy rồng. Khi muốn đi đến hay trở về chỉ cần nói câu:
- "Mình muốn mình muốn, tới xứ sở rồng. Nơi vùng đất xa cực xa"
- "Ước gì ước gì, với câu thần chú, được trở về nhà, rồi quay trở lại"

## Cốt truyện
Vào hôm đầu tiên, Max nhặt được chiếc hộp có chứa vẩy rồng. Max đem về nhà để hỏi chị mình đó là gì thì Emmy nói là vẩy rồng. Hai chị em chợt thấy xung quanh có ánh sáng kỳ lạ và rất lo sợ. Khi đến xứ sở rồng, hai chị em ngơ ngác và không biết đó là gì. Khi gặp các bạn rồng, max rất lo sợ và sau đó được Ord người bạn đưa đi khắp xứ sở rồng và gặp được Cassie, Zak và Wheezie. Khi nhìn thấy Zak và Wheezie có hai đầu, hai người ngạc nhiên vì lại có một người bạn lạ như vậy. Sau đó, hai chị em được các bạn rồng đưa đi ngắm cảnh khắp mọi nơi. Sau chuyến phiêu lưu, hai người trở về nhà và vô cùng thú vị sau chuyến phiêu lưu tuy tương đối nhiều gian khổ. Kể từ đó hai người đến xứ sở rồng thường xuyên hơn và giấu kỹ hộp vẩy rồng trong ngăn kéo và không cho một ai biết. Khi sử dụng phải đóng cửa sổ và cửa đi lại. Có tập hai đứa còn bị thu nhỏ lại.
Sau đó lại có một người bạn mới là Enrique mặc áo vàng. Người bạn này được Max và Emmy rủ tới xứ sở rồng và lúc đầu cậu bé này lại vô cùng lo sợ. Khi đến xứ sở rồng, cậu bé thấy ai đến là chạy đi. Khi được Max giới thiệu, cậu ta đã bớt sợ và hòa nhập với nhóm hơn. Khi thấy những con rồng bay lên trời, cậu vô cùng ngạc nhiên. Sau chuyến phiêu lưu này, cậu bé đã cưỡng lại nỗi sợ hãi của xứ sở rồng và cậu ngày nào cũng đi đến đó.
Cuối cùng, các con rồng và Max, Emmy buộc phải chia tay nhau vì hai đứa phải chuyển nhà. Sau đó hai bên tạm biệt nhau và bộ phim này kết thúc. Hai người vô cùng thú vị sau chuyến phiêu lưu đầy vất vả và gian khổ.

## Nhân vật

### Chính

#### Max
Max, lòng tiếng bởi Danny McKinnon, mới sáu tuổi. Là em trai của Emmy. Cậu bé này là người trẻ nhất trong đội. Cậu rất thích cười và chơi thân với Ord

##### Emmy
Emmy, lồng tiếng bởi Andrea Libman, Là chị gái của Max và mới tám tuổi. Cô ấy là một người tương đối trẻ trong nhóm. Cô bé này rất hiền lành và can đảm. Emmy rất hay cảm thông cho em trai của mình.

#### Enrique
Enrique là người bạn của Emmy và Max đến từ Nam Mỹ. Anh ta đi đến xứ sở rồng cùng với những bạn của mình. Anh ta năm nay mới có 10 tuổi. Nhân vật này xuất hiện trong tập 24  lồng tiếng bởi Ty Olsson, có màu xanh và là bạn thân nhất của Max. Anh ấy rất thích ăn bánh và kẹo và là thành viên khổng lồ nhất trong đội.

#### Cassie
Cassie, lồng tiếng bởi Chantal Strand, có màu hồng và là người nhỏ nhất trong nhóm rồng. Cô ấy thường đi chơi và đôi khi chơi trò chơi xếp hình. Đây là nhân vật tương đối nhỏ trong nhóm rồng và rất thân với Emmy.

#### Zak và Wheezie
Zak & Wheezie, lồng tiếng bởi Jason Michas và Kathleen Barr, có hai cái đầu. Nửa màu tím là của Wheezie, nửa màu xanh là của Zak. Hai người bạn này dính liền vào nhau nên làm một vài việc gặp không ít rắc rối thú vị.
Zak là con trai và có màu xanh. Wheezie là người em gái của Zak và luôn bắt Zak phải làm theo mình. Họ sống với nhau hay cãi nhau và có tập hai người tách đôi mình ra làm hai người riêng biệt và sau đó trở lại như cũ.
Zak và Wheezie luôn bay cùng Enrique. Zak và Wheezie là hai người luôn bay một mình khi chưa có Enrique.

### Phụ
Dưới đây là các nhân vật đa phần chỉ xuất hiện 2 lần duy nhất:
- Lorca, là bạn và là thầy của nhóm rồng.
- Cyrus
- Mungus
- Polly Nimbus
- Sid Sycamore
- Captain Scallywag
- Arlo
- Quetzal

## Tập phim
1. Dragon Beaver Dam
2. The School in the Sky
3. Dr. BoobooGone's office
4. Dragoon Lagoon
5. The Forest of Darkness
6. Turtle Rock
7. Singing Springs
8. Rainbow Canyon
9. The Cloud Factory
10. Snowy Summit
11. Stickleback Mountains
12. Chile Valley
13. The Crystal Cave
14. Dandelion Forest
15. Wyatt the Wishing Well
16. Marshmallow Marsh
17. Rainbow Falls
18. Crystal Cave
19. Crystal Fountain
20. Dragon Land Laundry
21. Dragon Dump
22. The Knuckerhole
23. Mushroom Meadow

## Địa điểm nổi bật
Trong phim này có nhiều địa điểm nổi bật ở xứ sở rồng như:
- Lều cắm trại [4]
- Trường học trên trời, nơi ở của Lorca [5]
- Rừng cây [6]
- Nhà ở dưới hố [7]
- Suối hát nhạc [8]